# 蒂伦豪特
蒂伦豪特（荷蘭語：Turnhout，荷蘭語發音：[ˈtʏr(ə)nɦʌut]）是比利时弗拉芒大區安特衛普省的一座城市，最北端与荷兰接壤，通行荷蘭語，是弗拉芒社群的一部分，面积56.06平方千米，人口44,136人（2018年1月1日）。